# HP Inc.
HP Inc. è una società multinazionale statunitense di tecnologia dell'informazione con sede a Palo Alto, in California, che sviluppa personal computer (PC), stampanti e relativi materiali di consumo, nonché soluzioni di stampa 3D.
È stata costituita il 1º novembre 2015, in seguito alla separazione dell'originale Hewlett-Packard in due; in HP inc. confluirono le divisioni personal computer e stampanti, mentre le divisioni dei prodotti aziendali e dei servizi aziendali sono diventate Hewlett Packard Enterprise. La separazione è stata strutturata in modo tale che Hewlett-Packard ha cambiato il proprio nome in HP Inc. e ha scorporato Hewlett Packard Enterprise come nuova società quotata in borsa. HP Inc. conserva la cronologia dei prezzi delle azioni di Hewlett-Packard pre-2015 e il suo precedente simbolo di borsa, HPQ, mentre Hewlett Packard Enterprise opera con il proprio simbolo, HPE.
HP è quotata alla Borsa di New York e fa parte dell'indice S&P 500. È il secondo più grande fornitore di personal computer al mondo per unità di vendita a gennaio 2021, dopo la società cinese Lenovo. HP si è classificata al 58º posto nell'elenco Fortune 500 del 2018 delle più grandi società degli Stati Uniti per fatturato totale.

## Storia
HP Inc. era precedentemente nota come Hewlett-Packard. Hewlett-Packard fu fondata nel 1939 da Bill Hewlett e David Packard, entrambi laureati in ingegneria elettrica all'università di Stanford nel 1935.
Il 1º novembre 2015 Hewlett-Packard è stata rinominata HP Inc. e l'attività di servizi dell'azienda è stata scorporata e rinominata Hewlett Packard Enterprise.

### Come HP Inc.
Nel maggio 2016 HP ha introdotto un nuovo marchio dedicato per i giochi per PC, Omen (che riutilizza i marchi associati a VoodooPC), che viene usato anche per laptop e desktop da gioco (questi ultimi offrono opzioni come il raffreddamento ad acqua e la scheda grafica NVIDIA GTX 1080) e altri accessori (come i monitor).
Nel novembre 2017 HP ha acquisito la divisione stampanti di Samsung Electronics per 1,05 miliardi di dollari.

### Offerta pubblica di acquisto ostile da Xerox
Il 5 novembre 2019 il Wall Street Journal riferì che la società di stampanti e documentazione digitale Xerox stava valutando l'acquisizione di HP. Questa si oppose all'unanimità a due offerte non concordate, di cui una in contanti e azioni a 22 dollari per azione HP affermò che vi era "incertezza riguardo alla capacità di Xerox di raccogliere la liquidità necessaria per la parte in contanti del corrispettivo proposto" (soprattutto considerando che Xerox è una società più piccola in termini di capitalizzazione di mercato di HP) e sottolineò l'aggressività dell'azienda. Il 26 novembre 2019 Xerox pubblicò un documento di difesa dalle accuse di HP secondo cui la sua offerta era "incerta" e "altamente condizionale", e dichiarò la sua intenzione di "impegnarsi direttamente con gli azionisti HP per sollecitare il loro sostegno nel fare pressioni sul consiglio di amministrazione di HP a fare la cosa giusta e perseguire questa avvincente opportunità".
Xerox dichiarò nel gennaio 2020 che avrebbe proposto la sostituzione del consiglio di amministrazione di HP durante la sua prossima assemblea degli azionisti nell'aprile 2020. In una dichiarazione a TechCrunch, HP espresse la convinzione che l'offerta di Xerox fosse "guidata" dall'azionista attivista Carl Icahn. Xerox aumentò la sua offerta a 24 dollari per azione nel febbraio 2020.
Il 21 febbraio 2020 HP istituì un piano di diritti degli azionisti per ostacolare il perfezionamento dell'acquisizione ostile da parte di Xerox. Quattro giorni dopo HP annunciò che, se gli azionisti avessero rifiutato l'acquisto da parte di Xerox, prevedeva di offrire un rendimento del capitale di 16 miliardi di dollari tra l'anno fiscale 2020 e il 2022, inclusi 8 miliardi di dollari di ulteriore riacquisto di azioni proprie e di aumentare il suo "obiettivo di rendimento di capitale a lungo termine al 100% del cash flow libero". HP criticò l'offerta di Xerox come un "trasferimento di valore scorretto" basato su "sinergie esagerate". Il 5 marzo 2020 HP si oppose all'offerta a 24 dollari per azione.
Il 31 marzo 2020 Xerox ritirò la sua offerta per l'acquisto di HP Inc, affermando in una dichiarazione: "L'attuale crisi sanitaria globale e le conseguenti turbolenze macroeconomiche e di mercato causate dal COVID-19 hanno creato uno stato di cose che non favorisce la prosecuzione da parte di Xerox dell'acquisizione di HP Inc."

## Attività
HP sviluppa personal computer (PC), stampanti e relativi materiali di consumo, nonché soluzioni di stampa 3D.
Nel 2016, il fatturato totale era di 48,2 miliardi di dollari, di cui 16,9 miliardi dalla vendita di computer portatili, 9,9 dai computer desktop, 11,8 dai materiali di consumo, 5,1 da stampanti aziendali e 1,2 miliardi da stampanti per uso privato.
Circa il 63% delle entrate nel 2016 proveniva da paesi al di fuori degli Stati Uniti.
HP è organizzata in diverse divisioni, come illustrato di seguito.

### Desktop e laptop
Desktop aziendali:

Logo secondario HP, in uso dal 2016 su alcuni computer.

- ProDesk: desktop aziendali economici
- EliteDesk: desktop aziendali di fascia alta
- Workstation Z: postazioni di lavoro professionali premium

Laptop aziendali:
- ProBook: laptop aziendali economici
- EliteBook: laptop aziendali di fascia alta
- ZBook: laptop workstation professionali premium[21]
- Elite: ultrabook aziendali, tablet e laptop staccabili.

Laptop e desktop per uso privato:
- Stream: laptop personali economici
- Pavilion : personal computer di fascia media introdotti nel 1995. Il nome è usato sia per i desktop sia per i laptop per la gamma di prodotti Home e Home Office
- Envy : laptop di fascia alta e altri prodotti
- Spectre : computer consumer premium
- Omen : computer da gioco di fascia alta
- All-in-One: i computer all-in-one di HP

Chromebook:
- Chromebook : laptop con sistema operativo Chrome

### Collaborazioni per l'audio
Nel marzo 2015 HP ha annunciato che Bang & Olufsen sarebbe diventato il nuovo partner audio premium dell'azienda per i suoi computer e altri dispositivi. La partnership ha sostituito quella con Beats Electronics, finita con l'acquisizione di questa da parte di Apple.

### Stampanti
- Stampanti a getto d'inchiostro per uso domestico DeskJet
- Stampanti a getto d'inchiostro per uso professionale OfficeJet
- Stampanti laser LaserJet
- Stampanti a getto d'inchiostro di grande formato PageWide, alimentate a fogli e a bobina
- Plotter DesignJet e stampanti per grandi formati
- Macchine da stampa digitali Indigo, a foglio e a bobina
- Stampanti di grande formato Scitex e Latex
- Stampanti fotografiche portatili HP Sprocket

### Soluzioni aziendali HP
Le soluzioni aziendali HP sono prodotti e servizi HP orientati alle aziende. Questi includono:
- Le soluzioni HP JetAdvantage gestiscono le "flotte" aziendali di stampanti, scanner e servizi di stampa.[24]
- HP Services è il marchio utilizzato per i servizi aziendali di HP.[25]
- Servizi di stampa gestiti (MPS)[26]